# کاملیا سزار
کاملیا سزار (انگلیسی: Camelia Ceasar؛ زادهٔ ۱۳ دسامبر ۱۹۹۷) بازیکن فوتبال اهل رومانی است.
وی همچنین در تیم‌های ملی فوتبال Romania women's national football team بازی کرده‌است.